# Ян Ся
Ян Ся (8 січня 1977) — китайська важкоатлетка.
Олімпійська чемпіонка 2000 року в категорії до 53 кг.
Переможниця Азійських ігор 1998 року в категорії до 53 кг.